# Knapdale

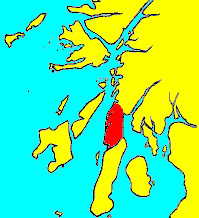
Localisation de Knapdale en Argyll

Knapdale (gaélique écossais : Cnapadal) est un district rural d'Argyll and Bute dans les Highlands, qui touche Kintyre au sud, et est séparé du reste d'Argyll au nord par le Crinan Canal. Il comprend deux paroisses, North Knapdale et South Knapdale.
La forêt de Knapdale, plantée dans les années 1930, couvre une vaste partie de la région. Durant les années 1930, le Ministre du travail charge des hommes auparavant sans emploi, venant souvent des mines et de l'industrie lourde, deux secteurs en crise, de planter cette forêt. Ces hommes sont logés dans un des nombreux centre d'instruction créé par le ministre, la plupart appartenant à la Forestry Commission. En 1938, le ministère dispose de 38 centres d'instruction à travers la Grande-Bretagne. Le camp avait été utilisé par la passé pour garder les prisonniers ennemis durant la Seconde Guerre mondiale. Il est situé à Cairnbaan, juste au sud du Crinan Canal, et un des bâtiments encore existant est utilisé comme atelier par la Forestry Commission.
Les attractions locales comprennent la chapelle de Keills. Une pierre gravée dans la chapelle est gravé d'une clarsach similaire à la harpe de la reine Marie actuellement au musée d'Écosse à Édimbourg, une des seulement trois harpes gaéliques encore existantes. Cela pourrait signifier que la harpe vient de Knapdale. On peut également trouver dans la région la chapelle de Kilmory et le château de Sween du XIe siècle.
En 2005, le gouvernement écossais abandonne son programme de réintroduction du Castor européen à Knapdale. Toutefois, à la fin de l'année 2007, on met en place une application fructueuse du projet, et les premiers castors sont relâchés le 29 mai 2009,. La remise en liberté de 11 animaux prend un coup d'arrêt avec la disparition de deux animaux, tandis qu'un troisième pourrait avoir été victime de braconniers, mais de nouveaux lâchers ont lieu en 2010.
Knapdale est une National Scenic Area.
Le district inclut les villages suivants :
- Achnamara, Ardrishaig
- Crinan
- Kilberry, Kilmory
- Tayvallich

Le recensement de 2001 reporte une population de 2325 habitants, ne baisse comparé aux 2641 de 1991. On observe une augmentation dans le   North Knapdale où l'on passe de 312 à 527, tandis que dans le South Knapdale on passe de 2641 à 2325 habitants. Les recensements montrent un déclin continue de la population en North Knapdale, qui a connu un pic à 2700 habitants en 1825 pour passer sous les 500 en 1950. Une possible modification des frontières rend l'analyse plus difficile pour South Knapdale, mais cette région semble connaître un déclin moins important, et a connu une augmentation d'habitants dont le nombre est passé de 1750 en 1801 à environ 2700 en 1901.

## Galerie

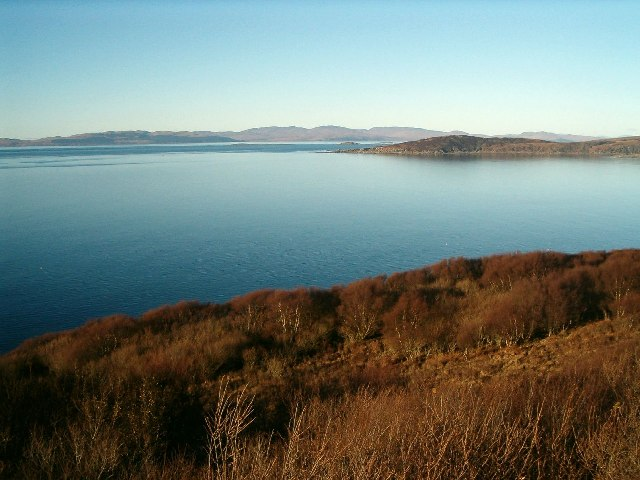
Knapdale vu depuis Jura
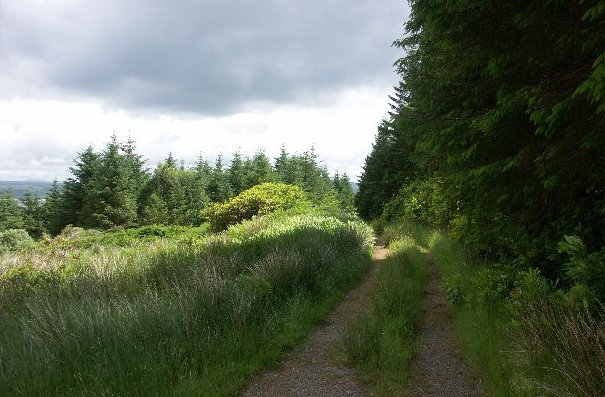
Piste forestière dans le Knapdale